# Kepler-9c
Kepler-9c – planeta pozasłoneczna typu gorący jowisz, znajdująca się w kierunku konstelacji Lutni w odległości 2120 lat świetlnych od Ziemi. Została odkryta 26 sierpnia 2010 roku przez satelitę Kepler.
Jest to druga planeta w systemie gwiazdy Kepler-9. Obie planety krążą wokół swojej gwiazdy z okresem bliskim rezonansowi. Planeta Kepler-9b obiega gwiazdę dwa razy, gdy w tym czasie Kepler-9c wykonuje jeden obieg. Planeta ta pod względem wielkości jest podobna do Saturna, a jej masa jest 54 razy większa od masy Ziemi. System planetarny Kepler-9 jest pierwszym układem z więcej niż jedną planetą odkrytym metodą tranzytu.
| Jowisz | Kepler-9c |
| ------ | --------- |
|        |           |